# Сборная Словакии по хоккею с шайбой
Сборная Словакии по хоккею с шайбой — хоккейная сборная, представляющая Словакию на чемпионатах мира и Олимпийских играх. Чемпион мира 2002 года.
Бронзовый призёр Олимпийских игр 2022 года.
В рейтинге ИИХФ за 2024 год находится на 9 месте.
Команда управляется Словацкой федерацией хоккея с шайбой, её генеральный менеджер — Роберт Швегла. Главный тренер сборной — словак Владимир Орсаг.

## История
Словацкая сборная появилась после распада Чехословакии. Многие годы чехи преобладали в чехословацкой сборной, и доля словаков в ней была мала. После раздела страны международная федерация хоккея решила, что сборная Чехии продолжит играть в высшем дивизионе, а словацкая команда начнёт с дивизиона «C». Тем не менее сборная Словакии пробилась в дивизион «A» уже в 1996 году.
В 2000 году сборная Словакии добилась первого серьёзного достижения, выйдя в финал мирового первенства, в котором проиграла сборной Чехии со счётом 3:5. Спустя два года Словакия добилась своей первой и единственной на данный момент победы на чемпионате мира: в финале первенства им противостояла сборная России, которой руководил Борис Михайлов, но Словакия выиграла 4:3 и завоевала свой первый и единственный на данный момент кубок чемпионов мира. Ровно через год на чемпионате мира в Финляндии словацкая сборная снова смогла добраться до медалей, на этот раз бронзовых, в матче за 3-е место обыграв сборную Чехии. Затем, однако, результативность команды ухудшилась, она смогла занять лишь 4-е место в 2004 году и 5-е в 2005.
В 2010 году сборная Словакии заняла 4-е место на Олимпийских играх в Ванкувере. В групповом этапе словацкие хоккеисты переиграли сборную России, а в четвертьфинале прошли сборную Швеции, но уступили канадцам в полуфинале и финнам в матче за 3-е место.
В 2011 году в Словакии впервые прошёл чемпионат мира по хоккею. Страна принимала чемпионат в двух крупнейших городах: в Братиславе и Кошице. Однако даже при домашней поддержке команда не смогла пробиться в плей-офф, проиграв в решающем матче сборной Финляндии со счётом 1:2. На чемпионате мира 2012 года сборная Словакии сенсационно заняла второе место, уступив в финальном поединке сборной России (6:2). На том турнире словаки запомнились блестящей победой над канадцами со счётом 4:3 в четвертьфинале. Но уже на следующем чемпионате мира словаки проиграли 1:2 по буллитам австрийцам и вылетели в четвертьфинале после проигрыша Финляндии 0:2. На чемпионате мира 2014 словаки снова не вышли из группы, уступив в решающем матче шведам.
На Олимпийских играх 2022 года, где не выступали игроки НХЛ, сборной Словакии удалось завоевать бронзу, что явилось высшим достижением команды на тот момент. В групповом этапе словаки заняли третье место, вышли в квалификационный раунд, где обыграли сборную Германии. В четвертьфинале словаки сумели сравнять счёт в матче со сборной США за 44 секунды до конца третьего периода (это сделал Марек Гривик), а затем победить по буллитам (единственный буллит реализовал Петер Цегларик, а американцы 5 раз не смогли пробить Патрика Рыбара). В полуфинале Словакия уступила 0:2 будущим чемпионам финнам (сухой матч Харри Сятери). В матче за третье место Словакия победила Швецию со счётом 4:0. Патрик Рыбар на турнире пропускал всего 0,86 шайбы в среднем за матч, отбив 96,58 % бросков, и был признан лучшим вратарём турнира, а 17-летний Юрай Слафковский, забросивший 7 шайб в 7 матчах, был признан самым ценным игроком.

## Результаты

### Олимпийские игры
| Год  | Результат  | Тренер          |
| ---- | ---------- | --------------- |
| 1994 | 6-е место  | Юлиус Шуплер    |
| 1998 | 10-е место | Ян Штербак      |
| 2002 | 13-е место | Ян Филц         |
| 2006 | 5-е место  | Франтишек Госса |
| 2010 | 4-е место  | Ян Филц         |
| 2014 | 11-е место | Владимир Вуйтек |
| 2018 | 11-е место | Крейг Рэмзи     |
| 2022 | 3-е место  | Крейг Рэмзи     |

### Чемпионаты мира
| Год    | Результат                      | Тренер          |
| ------ | ------------------------------ | --------------- |
| 1994   | 21-е место (1 в дивизионе «С») | Юлиус Шуплер    |
| 1995   | 13-е место (1 в дивизионе «В») | Юлиус Шуплер    |
| 1996   | 9-е место                      | Юлиус Шуплер    |
| 1997   | 9-е место                      | Йозеф Голонка   |
| 1998   | 7-е место                      | Ян Штербак      |
| 1999   | 7-е место                      | Ян Штербак      |
| 2000   | 2-е место                      | Ян Филц         |
| 2001   | 7-е место                      | Ян Филц         |
| 2002   | 1-е место                      | Ян Филц         |
| 2003   | 3-е место                      | Франтишек Госса |
| 2004   | 4-е место                      | Франтишек Госса |
| 2005   | 5-е место                      | Франтишек Госса |
| 2006   | 8-е место                      | Франтишек Госса |
| 2007   | 6-е место                      | Юлиус Шуплер    |
| 2008   | 13-е место                     | Юлиус Шуплер    |
| 2009   | 10-е место                     | Ян Филц         |
| 2010   | 12-е место                     | Глен Хэнлон     |
| 2011   | 10-е место                     | Глен Хэнлон     |
| / 2012 | 2-е место                      | Владимир Вуйтек |
| / 2013 | 8-е место                      | Владимир Вуйтек |
| 2014   | 9-е место                      | Владимир Вуйтек |
| 2015   | 9-е место                      | Владимир Вуйтек |
| 2016   | 9-е место                      | Здено Цигер     |
| / 2017 | 14-е место                     | Здено Цигер     |
| 2018   | 9-е место                      | Крейг Рэмзи     |
| 2019   | 9-е место                      | Крейг Рэмзи     |
| 2021   | 8-е место                      | Крейг Рэмзи     |
| 2022   | 8-е место                      | Крейг Рэмзи     |
| / 2023 | 9-е место                      | Крейг Рэмзи     |
| 2024   | 7-е место                      | Крейг Рэмзи     |
| / 2025 | 11-е место                     | Владимир Орсаг  |

### Кубки мира
| Год  | Результат | Тренер          |
| ---- | --------- | --------------- |
| 1996 | 7-е место | Йозеф Голонка   |
| 2004 | 7-е место | Франтишек Госса |

## Текущий состав
Состав сборной Словакии на Чемпионате мира 2025:
| Номер | Имя               | Позиция    | Рост, см | Вес, кг | Дата рождения | Клуб                   |
| ----- | ----------------- | ---------- | -------- | ------- | ------------- | ---------------------- |
| 4     | Давид Мудрак      | Защитник   | 185      | 90      | 13.02.2001    | Маунтфилд              |
| 7     | Марио Грман       | Защитник   | 186      | 95      | 11.04.1997    | Адмирал                |
| 8     | Максим Чайкович   | Нападающий | 182      | 91      | 03.01.2001    | Литвинов               |
| 10    | Адам Сикора       | Нападающий | 180      | 87      | 07.09. 2004   | Хартфорд Вулф Пэк      |
| 13    | Михал Криштоф     | Нападающий | 175      | 74      | 11.10.1993    | Лангнау Тайгерс        |
| 15    | Далибор Дворский  | Нападающий | 185      | 92      | 15.06.2005    | Спрингфилд Тандербёрдс |
| 16    | Роберт Лантоши    | Нападающий | 180      | 84      | 24.09.1995    | Били Тигржи Либерец    |
| 17    | Матей Кашлик      | Нападающий | 183      | 81      | 05.08.2002    | Мотор                  |
| 19    | Патрик Грехорчак  | Нападающий | 175      | 82      | 18.03.1999    | Оцеларжи               |
| 22    | Самуэль Княжко    | Защитник   | 186      | 86      | 07.08.2002    | Кливленд Монстерз      |
| 24    | Патрик Рыбар      | Вратарь    | 190      | 91      | 09.11.1993    | Куньлунь Ред Стар      |
| 27    | Себастьян Чедерле | Защитник   | 185      | 93      | 21.02.2000    | Нитра                  |
| 29    | Михал Иван (А)    | Защитник   | 185      | 85      | 18.11.1999    | Били Тигржи Либерец    |
| 31    | Самуэль Главай    | Вратарь    | 193      | 99      | 29.05.2001    | Айова Уайлд            |
| 32    | Адам Гуска        | Вратарь    | 194      | 96      | 12.05.1997    | Лугано                 |
| 40    | Милош Роман (А)   | Нападающий | 182      | 85      | 06.11.1999    | Оцеларжи               |
| 42    | Самуэль Гонзек    | Нападающий | 193      | 88      | 12.11.2004    | Калгари Флэймз         |
| 44    | Мислав Росандич   | Защитник   | 181      | 85      | 26.01.1995    | Кошице                 |
| 49    | Самуэль Такач     | Нападающий | 184      | 92      | 03.12.1993    | Слован                 |
| 64    | Патрик Кох        | Защитник   | 186      | 86      | 08.12.1996    | Оцеларжи               |
| 73    | Михал Бено        | Защитник   | 188      | 86      | 15.11. 2001   | Зволен                 |
| 87    | Павол Регенда     | Нападающий | 192      | 99      | 07.12.1999    | Сан-Хосе Барракуда     |
| 88    | Мартин Хромиак    | Нападающий | 183      | 91      | 20.08.2002    | Онтарио Рейн           |
| 91    | Матуш Сукель (К)  | Нападающий | 76       | 77      | 23.01.1996    | Литвинов               |
| 98    | Андрей Голиан     | Защитник   | 192      | 86      | 07.05.2001    | Слован                 |

| Должность            | Имя                | Гражданство | Дата рождения |
| -------------------- | ------------------ | ----------- | ------------- |
| Главный тренер       | Владимир Орсаг     | Словакия    | 17.03.1951    |
| Ассистент тренера    | Ян Пардавы         | Словакия    | 08.09.1971    |
| Ассистент тренера    | Петер Фрюгауф      | Словакия    | 15.08.1982    |
| Ассистент тренера    | Роберт Петровицкий | Словакия    | 26.10.1973    |
| Тренер вратарей      | Ян Лашак           | Словакия    | 10.04.1979    |
| Генеральный менеджер | Мирослав Шатан     | Словакия    | 22.10.1974    |

## Закреплённые номера
- № 38: Павол Демитра

## Галерея

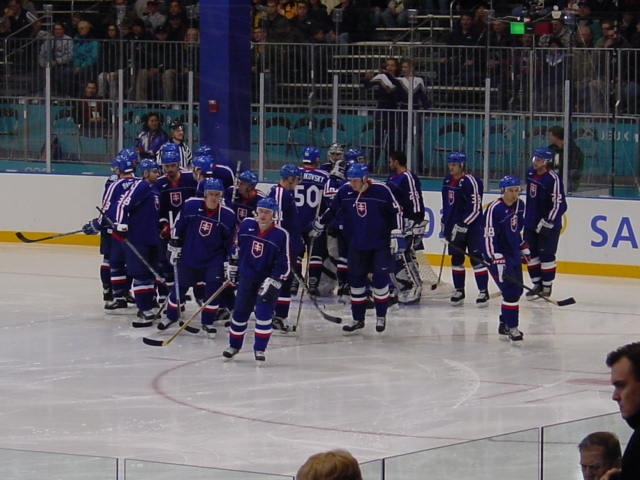
Сборная Словакии на Олимпийских Играх 2002 года
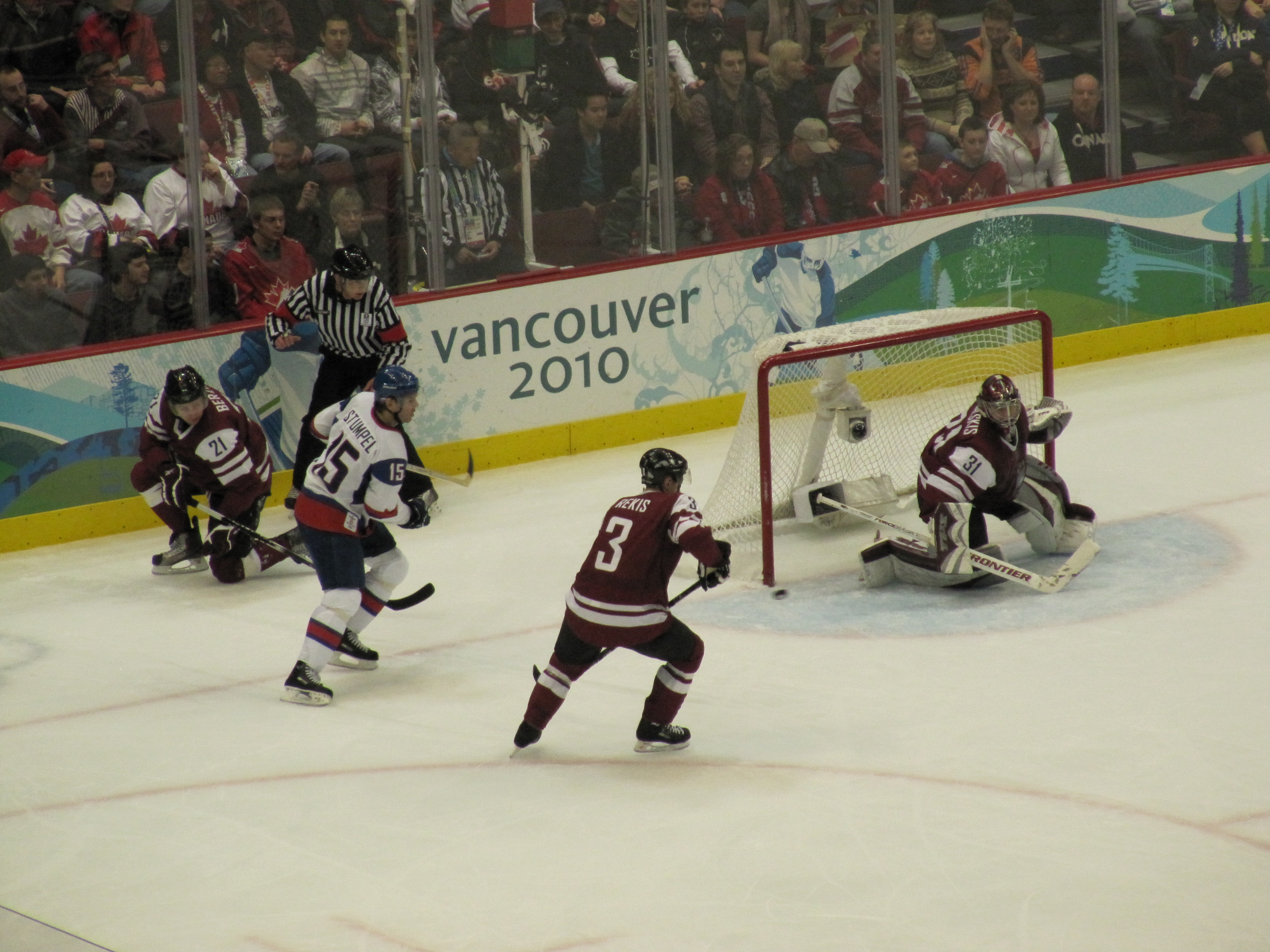
Матч Латвия — Словакия на Олимпийских Играх 2010 года
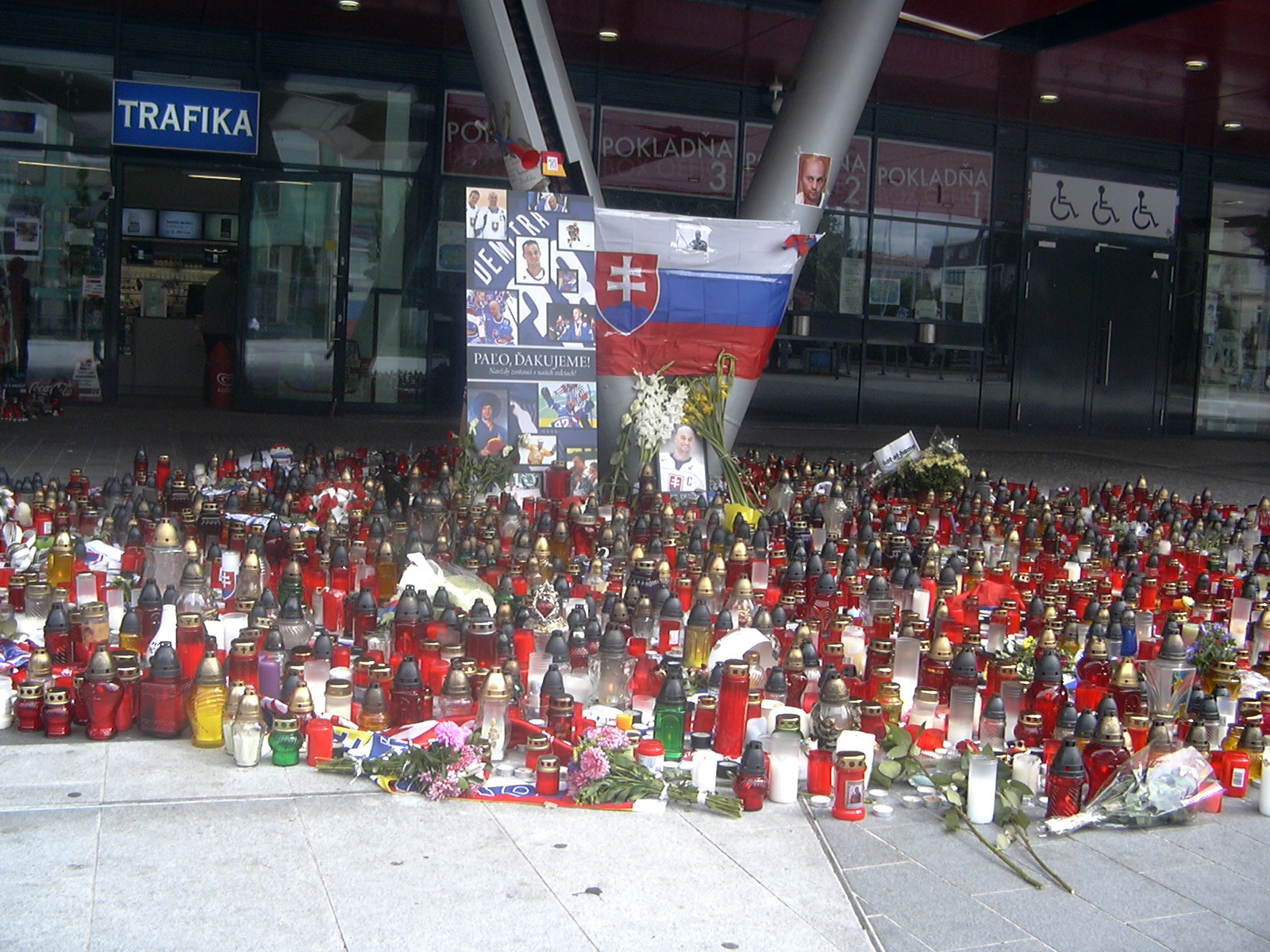
Прощание в Словакии с Павлом Демитрой, легендарным игроком сборной Словакии

## Форма

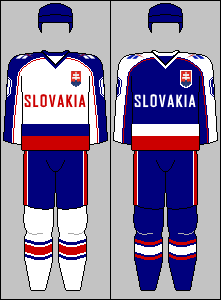
ОИ-1994
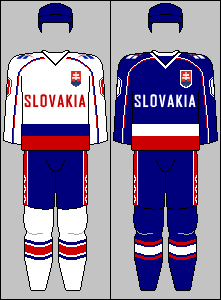
ЧМ-1994
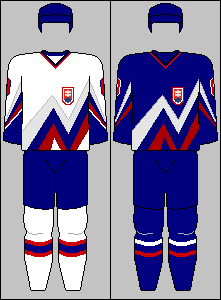
ЧМ-1996
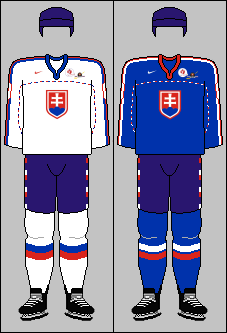
1998-2000
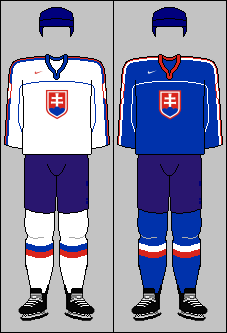
ОИ-2002
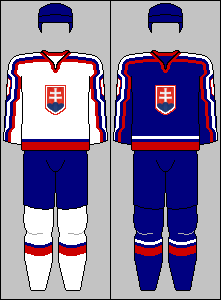
ЧМ-2005
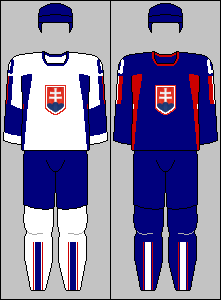
ОИ-2006
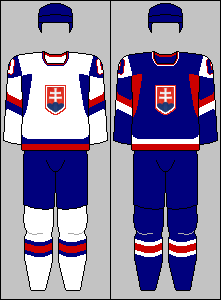
ОИ-2010
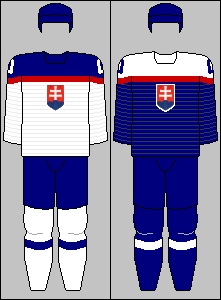
ОИ-2014
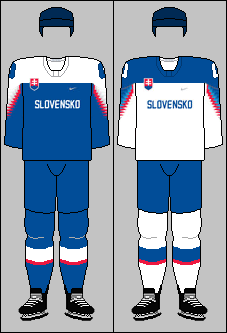
ОИ-2018
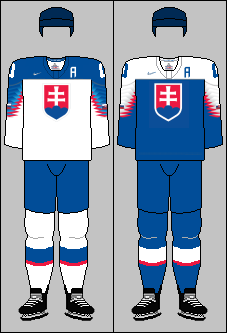
ЧМ-2021
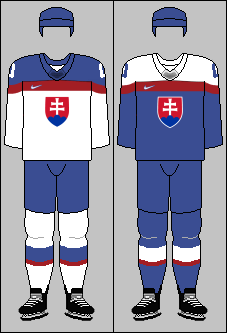
ОИ-2022

Перед зимними Олимпийскими играми 2014 года сборная Словакии по хоккею с шайбой получила новую форму от Nike, на однотонные участки ткани которой были нанесены тонкие полосы (белые на синем фоне и синие на белом) — при некотором увеличении становилось видно, что это не просто декоративные линии, а строки из гимна Словакии.